# Ochodaeus grandiceps
Ochodaeus grandiceps es una especie de coleóptero de la familia Ochodaeidae.

## Distribución geográfica
Habita en Sichuan (China).